# Xestospongia mammillata
Xestospongia mammillata är en svampdjursart som beskrevs av Gustavo Pulitzer-Finali 1982. Xestospongia mammillata ingår i släktet Xestospongia och familjen Petrosiidae. Inga underarter finns listade i Catalogue of Life.